# Englands flag
Englands flag hedder St George's Cross (= "Skt. Georgkorset"). Skt. Georgs Kors er et rødt kors på hvid bund. Skt. Georg (på dansk: Sankt Jørgen) er skytshelgen for England og forskellige andre lande og regioner, og hans banner bruges som nationalt flag af både England og Georgien, men også som byflag af adskillige byer, bl.a. Milano, Bologna, Genova og Freiburg. Det italienske parti, Lega Nord, bruger ligeledes flaget som sit officielle symbol.
Man formoder, at flaget først blev brugt som uniformsmærke for engelske soldater under korstogene, og man ved, at Tempelridderne brugte det som deres mærke. Fra ca. 1277 har det været Englands nationale flag.
Efter personalunionen med Skotland i 1603, skabte man et kombineret britisk flag i 1606 (Union Jack), men Englands flag er stadig Skt. Georgs Kors, og det bruges fortsat, når man ønsker at markere et tilhørsforhold til England alene (modsat det Storbritannien) – som f.eks. i fodbold, hvor England, Skotland, Nordirland og Wales har hvert deres landshold.